# Ciechanów
Ciechanów là một thị trấn thuộc huyện Ciechanowski, tỉnh Mazowieckie ở trung-đông Ba Lan. Thị trấn có diện tích 33 km². Đến ngày 1 tháng 1 năm 2011, dân số của thị trấn là 44963 người và mật độ 1372 người/km².